# Skruf
Skruf är ett svenskt snusvarumärke (på produkterna skrivet skruf) som tillverkas av Skruf Snus AB. Företagets namn kommer av orten Skruv där tillverkningen startade och som förr stavades Skruf. Sedan 2005 äger Imperial Tobacco 43,5% av Skruf Snus AB
Under våren 2015 blev snusvarumärket Skruf först på den svenska marknaden med att erbjuda en hel produktserie som enbart innehåller ekologiskt certifierad tobak. Den ekologiskt certifierade tobaken odlas i Pennsylvania, USA och i Rio Grande do Sul, Brasilien. Skruf tillverkas och förpackas i Sävsjö i Småland och innehåller utvalda ingredienser med fokus på kvalité och smak.
I och med lanseringen av snusmärket Skruf var Skruf Snus AB år 2003 ett av de första företagen som utmanade Swedish Matchs monopol på den svenska marknaden.

## Produkter
Skruf har flera produkter med olika smaker och styrkor. Hela sortimentet består totalt av 22 olika snusprodukter som säljs både på den svenska och den norska marknaden.
I Sverige utgörs sortimentet av 6 olika snussorter som endast innehåller ekologiskt odlad tobak: 
- Skruf stark white
- Skruf original white
- Skruf stark portion
- Skruf stark lös
- Skruf slim mynta white
- Skruf tranbär white

Skruf finns även i andra varianter som främst säljs på den norska marknaden: 
Smaksatta
- Skruf Fresh #2 (Slim White)
- Skruf Superslim Fresh #2 (White)
- Skruf Fresh #4 (Slim Xtra Stark White)
- Skruf Fresh #5 (Slim Ultra Stark White)
- Skruf Nordic #2 (Slim White)

Smaksatta helvita "Super White"
- Skruf Super White Fresh #2 (Slim)
- Skruf Super White Fresh #3 (Slim Stark)
- Skruf Super White Fresh #4 (Slim Xtra Stark)
- Skruf Super White Frozen Shot #4 (Superslim Xtra Stark)
- Skruf Super White Bjørnebær #2 (Slim)
- Skruf Super White Polar #3 (Slim Stark)
- Skruf Super White Red Rhuby #3 (Slim Stark)
- Skruf Super White Cassice #2 (Slim)

White
- Skruf White #2 (Original)
- Skruf White #3 (Stark)
- Skruf White #4 (Xtra Stark)
- Skruf Slim White #2 (Original)
- Skruf Slim White #3 (Stark)

Portion
- Skruf Portion #2 (Original)
- Skruf Portion #3 (Stark)
- Skruf Portion #4 (Xtra Stark)

Lös
- Skruf Lös #3 (Stark)

Avvecklade produkter
- Skruf Slim Fresh Stark White
- Skruf Slim Fresh Hylleblomst White
- Skruf Slim Polar Stark White
- Skruf Slim Sun Fresh Stark White
- Skruf Slim Fresh Tranbär Xtra Stark White
- Skruf Slim Xtra Stark Original Portion
- Skruf Superslim Original White (30 portioner)
- Blackline by Skruf Slim Ultra Strong Portion
- Blackline by Skruf Slim Ultra Strong White